# Eiskunstlauf-Europameisterschaften 1970
Die 62. Eiskunstlauf-Europameisterschaften fanden vom 4. bis 8. Februar 1970 in Leningrad statt.

## Ergebnisse

### Herren
| Platz | Sportler              | Land                   |
| ----- | --------------------- | ---------------------- |
| 1     | Ondrej Nepela         | Tschechoslowakei       |
| 2     | Patrick Péra          | Frankreich             |
| 3     | Günter Zöller         | DDR                    |
| 4     | Sergei Tschetweruchin | Sowjetunion            |
| 5     | Sergei Wolkow         | Sowjetunion            |
| 6     | Haig Oundjian         | Vereinigtes Königreich |
| 7     | Juri Owtschinnikow    | Sowjetunion            |
| 8     | Günter Anderl         | Österreich             |
| 9     | Jan Hoffmann          | DDR                    |
| 10    | Daniel Höner          | Schweiz                |
| 11    | Jacques Mrozek        | Frankreich             |
| 12    | John Curry            | Vereinigtes Königreich |
| 13    | Ralf Richter          | DDR                    |
| 14    | Klaus Grimmelt        | BR Deutschland         |
| 15    | Zdeněk Pazdírek       | Tschechoslowakei       |
| 16    | Jozef Žídek           | Tschechoslowakei       |
| 17    | László Vajda          | Ungarn                 |
| 18    | Stefano Bargauan      | Italien                |
| 19    | Didier Gailhaguet     | Frankreich             |
| 20    | Thomas Callerud       | Schweden               |
| 21    | Piotr Roszko          | Polen                  |
| 22    | Gheorghe Fazekas      | Rumänien               |
| 23    | Zoran Matas           | Jugoslawien            |

### Damen
| Platz | Sportlerin         | Land                   |
| ----- | ------------------ | ---------------------- |
| 1     | Gabriele Seyfert   | DDR                    |
| 2     | Beatrix Schuba     | Österreich             |
| 3     | Zsuzsa Almássy     | Ungarn                 |
| 4     | Rita Trapanese     | Italien                |
| 5     | Elisabeth Nestler  | Österreich             |
| 6     | Patricia Ann Dodd  | Vereinigtes Königreich |
| 7     | Jelena Alexandrowa | Sowjetunion            |
| 8     | Ľudmila Bezáková   | Tschechoslowakei       |
| 9     | Sonja Morgenstern  | DDR                    |
| 10    | Eileen Zillmer     | BR Deutschland         |
| 11    | Charlotte Walter   | Schweiz                |
| 12    | Alla Kornewa       | Sowjetunion            |
| 13    | Frances Waghorn    | Vereinigtes Königreich |
| 14    | Liana Drahová      | Tschechoslowakei       |
| 15    | Simone Gräfe       | DDR                    |
| 16    | Cinzia Frosio      | Italien                |
| 17    | Lia Does           | Niederlande            |
| 18    | Marion von Cetto   | BR Deutschland         |
| 19    | Zsofia Wagner      | Ungarn                 |
| 20    | Miroslawa Nowak    | Polen                  |
| 21    | Anita Johansson    | Schweden               |
| 22    | Beatrice Huștiu    | Rumänien               |
|       | Joelle Cartaux (Z) | Frankreich             |

- Z = Zurückgezogen

### Paare
| Platz | Sportler                                  | Land             |
| ----- | ----------------------------------------- | ---------------- |
| 1     | Irina Rodnina / Alexei Ulanow             | Sowjetunion      |
| 2     | Ljudmila Smirnova / Andrei Suraikin       | Sowjetunion      |
| 3     | Heidemarie Steiner / Heinz-Ulrich Walther | DDR              |
| 4     | Galina Karelina / Georgi Proskurin        | Sowjetunion      |
| 5     | Almut Lehmann / Herbert Wiesinger         | BR Deutschland   |
| 6     | Annette Kansy / Axel Salzmann             | DDR              |
| 7     | Manuela Groß / Uwe Kagelmann              | DDR              |
| 8     | Brunhilde Baßler / Eberhard Rausch        | BR Deutschland   |
| 9     | Janina Poremska / Piotr Sczypa            | Polen            |
| 10    | Dana Fialová / Josef Tuma                 | Tschechoslowakei |
| 11    | Mona Szabo / Pierre Szabo                 | Schweiz          |
| 12    | Grazyna Osmanska / Adam Brodecki          | Polen            |
| 13    | Evelyne Scharf / Wilhelm Bietak           | Österreich       |
| 14    | Karin Künzle / Christian Künzle           | Schweiz          |
| 15    | Éva Farkas / Tamás Korpás                 | Ungarn           |

### Eistanz
| Platz | Sportler                                 | Land                   |
| ----- | ---------------------------------------- | ---------------------- |
| 1     | Ljudmila Pachomowa / Alexander Gorschkow | Sowjetunion            |
| 2     | Angelika Buck / Erich Buck               | BR Deutschland         |
| 3     | Tatjana Woitjuk / Wjatscheslaw Schigalin | Sowjetunion            |
| 4     | Annerose Baier / Eberhard Rüger          | DDR                    |
| 5     | Susan Getty / Roy Bradshaw               | Vereinigtes Königreich |
| 6     | Jelena Scharkowa / Gennadi Karponossow   | Sowjetunion            |
| 7     | Hilary Green / Glyn Watts                | Vereinigtes Königreich |
| 8     | Ilona Berecz / István Sugár              | Ungarn                 |
| 9     | Teresa Weyna / Piotr Bojańczyk           | Polen                  |
| 10    | Elisabeth Bugiel / Michel Bouttier       | Frankreich             |
| 11    | Matilde Ciccia / Lamberto Ceserani       | Italien                |
| 12    | Astrid Kopp / Axel Kopp                  | Frankreich             |
| 13    | Krisztina Regőczy / András Sallay        | Ungarn                 |
| 14    | Svetlana Marinovová / Miloš Buršík       | Tschechoslowakei       |
| 15    | Eva Sklenská / Jan Gřešek                | Tschechoslowakei       |
| 16    | Tatiana Grossen / Alessandro Grossen     | Schweiz                |